# Sindrome aerotossica
La sindrome aerotossica è un termine coniato da Chris Winder e Jean-Christophe Balouet nel 2000, per descrivere i possibili effetti negativi sulla salute a breve e lungo termine causati dalla respirazione dell'aria presente nella cabina pressurizzata di un aereo di linea, che si presume fosse stata contaminata da agenti tossici come oli motore nebulizzati o altri prodotti chimici. Una valutazione del comitato scientifico della Camera dei Lord del Regno Unito ha riscontrato che i possibili effetti negativi sulla salute non erano comprovati; una nuova valutazione nel 2008 non ha trovato nuove prove significative. Dal 2013 questa sindrome non è riconosciuta dalla medicina.